# Negafa

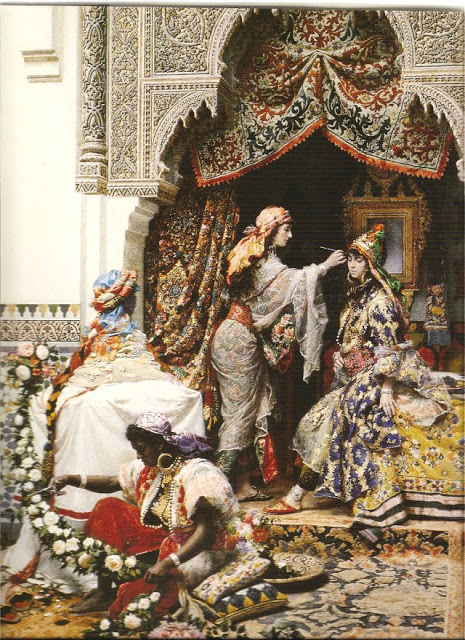
Des ngagef à l'œuvre, préparant une mariée marocaine en Caftan pour son mariage ; On distingue la ma'llma, femme blanche qui dicte sous son autorité, deux femmes noires, des esclaves affranchis. Peinture de Josep Tapiró (entre 1880 et 1913), Tanger, Maroc.

La negafa ou Ziana en arabe (en Tamazight : nggafa ⵏⴳⴰⴼⴰ) (en arabe : نڭافة) est, dans les traditions du Maroc, l’habilleuse traditionnelle de la mariée et gardienne des traditions des cérémonies du mariage marocain, chef d'orchestre de la cérémonie et garante du respect scrupuleux des rites nuptiaux.
La neggafa est un ancien métier réservé aux femmes, ce métier séculaire consistait à apprêter la mariée, à meubler la chambre nuptiale, et surtout, à veiller à ce que tous les rites soient scrupuleusement respectés. Ce métier prospère toujours de nos jours. Les marieuses marocaines d'autrefois et d'aujourd'hui sont des maîtresses de cérémonie qui, selon la tradition séculaire, continuent d'apprêter la jeune mariée.

## Étymologie
Le terme neggafa provient possiblement du Tamazight ou pourrait être emprunté à l'arabe, `négafate,.
Au nord du Maroc, dans les villes de Tanger, Tétouan ou Assilah, certain(es) désignent la negafa par le terme « ziana », dérivé du mot « zine » qui signifie beauté en Arabe.

## Histoire
La neggafa, au pluriel ngagef ou negafates étaient recrutées parmi les esclaves affranchis, appelés « Haratins », ils représentent une ethnie subsaharienne, importée au Maroc et plus généralement au Maghreb comme esclaves au moyen-âge.
La neggafa, telle que véritable marieuse, a, selon certains auteurs, sans doute un statut défini à partir du XVIIIe siècle ou du XIXe siècle.
Au début du XXe siècle, les ngagef formaient un groupe professionnel dirigé par une amina. L'amina était choisie par une ma'llma ; maîtresse de cérémonie (en arabe : معلمة) et le choix était ensuite officiellement confirmé par le muhtasib (en arabe : محتسب). La ma’llma a toujours été une femme âgée, riche et très respectée. Elle arbitrait les différends entre les membres du métier ainsi qu'entre les membres et les clients, distribuait elle-même le titre de ma'llma et soumettait les nominations au muhtasib.
La neggafa était également connue sous le nom de mashita (en arabe : مشيطة), appellation faisant référence à son travail de coiffeuse et de cosméticienne, même si son domaine de compétence était beaucoup plus étendu. Le terme mashita proviendrait de mashta (en arabe : مشطة) qui signifie la coiffe, la brosse ou le peigne.
Dans son rôle de « servante » durant les sept premiers jours suivant le mariage, la neggafa ne quittait pratiquement jamais la chambre des mariés. Les ngagef jouaient également un rôle important dans d’autres rites de passages ; c'était notamment le cas à l'occasion d'une naissance, la neggafa organisait la présentation du nouveau-né (en arabe : برزة  et latinisé : berza) le huitième jour après la naissance. À l’occasion d’une cérémonie de circoncision, elle était appelée à réciter des formules bienfaisantes.

### À Fès
Dans l'ouvrage La vie quotidienne à Fès en 1900, R. Le Tourneau dresse un portrait sur plusieurs pages de la tradition séculaire des rituels du mariage et décrit avec précision les coutumes matrimoniales de l'ancienne ville impériale.
C'est ainsi qu'à Fès en 1900, la neggafa était une femme noire, ancienne esclave affranchie, appartenant à un groupe de femmes et qui, comme ses campagnes, intégrée déjà à cette époque dans une coopération dirigée par une amina.
Le groupe professionnel que constituent les ngagef était divisé en petits groupes dirigés par une ma'llma. Un prérequis absolument nécessaire pour acquérir un titre de ma'llma était d'avoir un garant hautement estimé dans la ville de Fès. En outre, le candidat avait besoin du soutien d'une ou plusieurs ngagef. Toujours selon Le Tourneau, les relations personnelles étaient plus importantes dans ce métier que dans d'autres. La ma'llma de chaque sous-groupe était épaulée par trois ou cinq autres femmes (singulier sana'a, pluriel sana'at) et une quantité variable d'apprenties filles étaient à son service. Les groupes les plus nombreux comptaient jusqu'à quarante personnes. Les ngagef n'étaient pas autorisées à se marier et, si elles le faisaient, elles devaient abandonner le métier. Aucune femme n'était autorisée à entrer au service d'une autre ma'llma sans la permission de sa propre ma'llma ou du muhtasib.

## Le rituel

### Aujourd'hui
Les néggafates peuvent être 4 à 5, sous la direction de l'une d'elles. Elles s'occupent de la mariée en l'habillant, la parent des bijoux qu'elles lui prêtent, veillent à ce que les plis des tenues tombent toujours bien pour les photos, la dirigent dans ses gestes, minutent la cérémonie et le changement de vêtements.
La prestation comprend :
- La cérémonie du hammam : la marié et les femmes de sa famille forment un cortège pour se rendre à pied au hammam avec les chants, les incantations et les youyous des negafat et houariat qui aura la charge du bon déroulement de la cérémonie du hammam et de ses moindres détails.
- La cérémonie du henné (barza avec tefour et nagafat, doura pour le henné) : comme le veut la tradition berbère, la mariée porte des tatouages au henné pour embellir certains parties de son corps lors de son mariage .
- La cérémonie du barza de la mariée (amaria, doura, accessoires...).